# Weidenbach (Heldenstein)
Das Kirchdorf Weidenbach ist ein  Gemeindeteil der Gemeinde Heldenstein im oberbayerischen Landkreis Mühldorf am Inn.

## Geschichte
Am 1. Mai 1978 wurde die 1818 durch das bayerische Gemeindeedikt begründete Gemeinde Weidenbach nach Heldenstein eingegliedert.

### Einwohnerentwicklung
1933: 216 Einwohner
1939: 191 Einwohner
1987: 254 Einwohner

## Sehenswürdigkeiten
Die katholische Filialkirche St. Petrus ist ein spätgotischer kreuzgratgewölbter Saalbau mit eingezogenem polygonalem Chor und Südturm. Er wurde im 15. Jahrhundert auf spätromanischer Grundlage des 14. Jahrhunderts errichtet.

## Verkehr

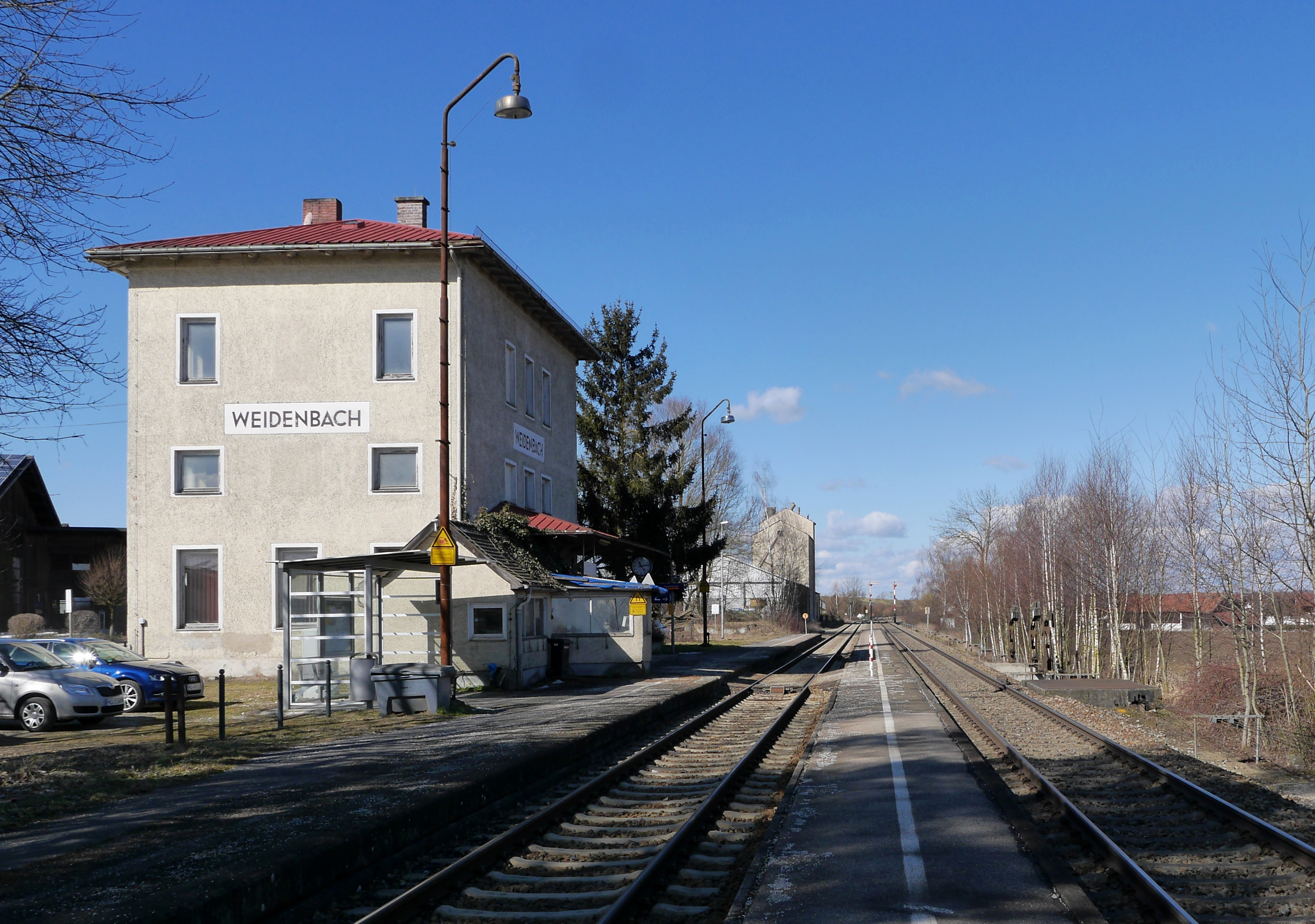
Bahnhof Weidenbach

Die Königlich Bayerischen Staatseisenbahnen nahmen 1871 die Bahnstrecke München–Simbach mit dem Bahnhof Weidenbach in Betrieb. Der im Osten des Ortes gelegene Bahnhof wird nur noch von einzelnen Zügen der Südostbayernbahn bedient und soll im Rahmen des zweigleisigen Streckenausbaus für den Personenverkehr aufgelassen werden.

## Persönlichkeiten
- Franz Seraph Kifinger (1802–1864), römisch-katholischer Pfarrer, Lehrer, Schriftsteller und Politiker